# Championnat du monde de billard carambole pentathlon
Le Championnat du monde de billard carambole au pentathlon (partie libre, cadre 47/2, 1 bande, cadre 71/2, 3 bandes) seniors était organisé par l'Union mondiale de billard.

## Palmarès

### Année par année

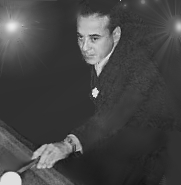
Pedro Carrera - Recordman du Monde de la moyenne générale

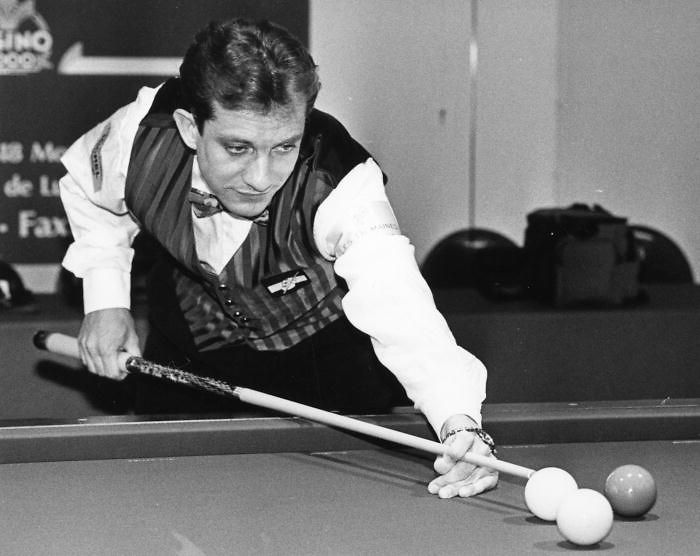
Fonsy Grethen - Dernier champion du Monde au pentathlon de l'histoire

Liste des champions du monde de l'UMB au pentathlon,,.
| Année | Ville hôte        | Vainqueur               | Moyenne générale |
| ----- | ----------------- | ----------------------- | ---------------- |
| 1934  | Bruxelles         | Gaston De Doncker (1)   | 26,62            |
| 1935  | Vienne            | Gustave Van Belle (1)   | 32,45            |
| 1936  | Malo-les-Bains    | Jan Sweering (1)        | 30,42            |
| 1936  | Alger             | August Tiedtke (1)      | 34,07            |
| 1938  | Cologne           | Jean Albert (1)         | 32,50            |
| 1939  | Aix-la-Chapelle   | Walter Lutgehetmann (1) | 26,71            |
| 1954  | Buenos Aires      | Pedro Carrera (1)       | 51,94            |
| 1965  | Anvers            | Raymond Ceulemans (1)   | 17,99            |
| 1969  | Berlin            | Ludo Dielis (1)         | 12,45            |
| 1972  | Gand              | Raymond Ceulemans (2)   | 23,13            |
| 1974  | Nizza             | Raymond Ceulemans (3)   | 16,75            |
| 1975  | Gand              | Raymond Ceulemans (4)   | 18,75            |
| 1977  | Deurne            | Dieter Muller (1)       | 10,70            |
| 1977  | Santiago du Chili | Dieter Muller (2)       | 10,65            |
| 1981  | Maastricht        | Ludo Dielis (2)         | 14,43            |
| 2001  | Vienne            | Fonsy Grethen (1)       | 12,76            |

## Records

### Record de la moyenne générale
| Joueur        | Année | Moyenne générale |
| ------------- | ----- | ---------------- |
| Pedro Carrera | 1954  | 51,94            |

### Record du nombre de victoires

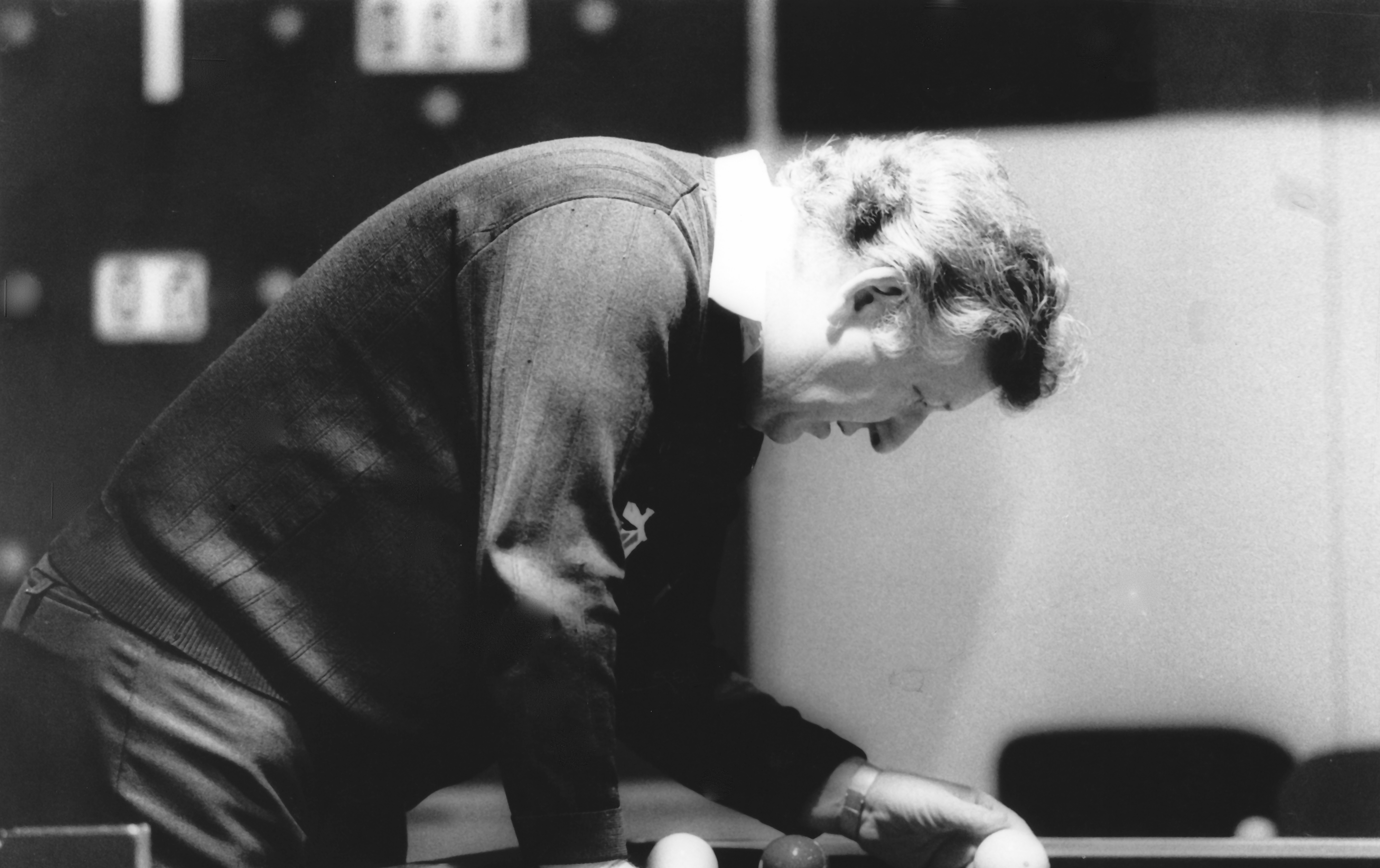
Raymond Ceulemans - Recordman du nombre de victoires

| Joueur              | Nombre de victoires |
| ------------------- | ------------------- |
| Raymond Ceulemans   | 4                   |
| Ludo Dielis         | 2                   |
| Dieter Muller       | 2                   |
| Fonsy Grethen       | 1                   |
| Gaston De Doncker   | 1                   |
| Gustave Van Belle   | 1                   |
| Jan Sweering        | 1                   |
| August Tiedtke      | 1                   |
| Jean Albert         | 1                   |
| Walter Lutgehetmann | 1                   |
| Pedro Carrera       | 1                   |

### Record de victoire par nationalité
| Pays       | Nombre de victoires |
| ---------- | ------------------- |
| Belgique   | 8                   |
| Allemagne  | 4                   |
| France     | 1                   |
| Argentine  | 1                   |
| Luxembourg | 1                   |